# Jean Chaffanjon

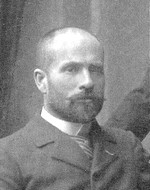
Jean Chaffanjon

Jean Chaffanjon (Arnas, 7 de septiembre de 1854 - 5 de septiembre de 1913 en el archipiélago de Riau en las Indias Orientales Neerlandesas) fue un profesor francés de Historia Natural, explorador de la Cuenca del Orinoco y del Asia Central. Fue sobrino - nieto de Claude Bernard.

## Biografía

### En Francia
Siendo muy joven (16 años), Jean Chaffanjon se alistó en las Camisas rojas de Giuseppe Garibaldi para luchar por la unidad italiana, antes de entrar en la Escuela Normal de Villefranche-sur-Saône.
Su tío, el científico Claude Bernard, lo interesó en las ciencias naturales y lo ubicó como preparador del curso de antropología de la Facultad de Ciencias de Lyon y ayudante naturalista en el museo de esa ciudad, hasta 1882, cuando se casó con la hija de un comerciante y pidió su traslado como maestro a las colonias francesas de ultramar. El Ministerio de Instrucción Pública de Francia lo envió como profesor de historia natural al liceo Saint-Pierre de Martinica () pero a comienzos de 1884 su esposa e hijo murieron de fiebre amarilla, motivo que llevó a transferirlo el 24 de mayo  a Venezuela, con el objetivo de «explorar la Cuenca del Orinoco y estudiar la naturaleza y la antropología de la región, hasta llegar a las fuentes donde nace el gran río» (). Sin embargo fue la Expedición franco venezolana a mediados del siglo XX la que descubrió las verdaderas fuentes del Orinoco.

### Sus viajes por tierras venezolanas

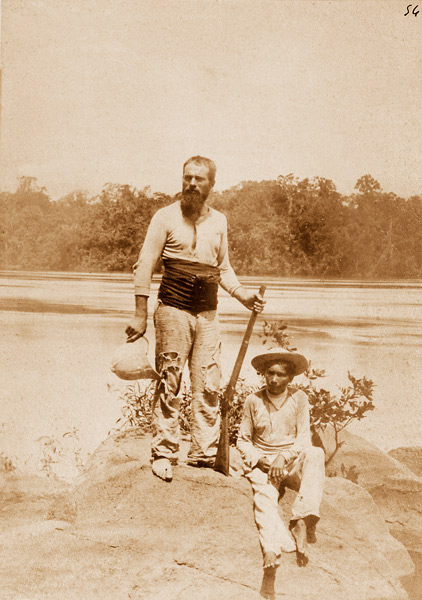
Chaffanjon durante su expedición a la cuenca del Orinoco.

Después de la muerte de su esposa e hijo, Chaffanjon fue transferido a Venezuela, llegando el 24 de noviembre de 1884 a La Guaira. En Caracas recibe el apoyo del presidente Joaquín Crespo para la primera expedición en la cual exploró el bajo Orinoco y remontó el Caura hasta el Canaracuni y la desembocadura del Erebato (enero-abril, 1885). En una segunda expedición penetró en el Alto Orinoco siendo acompañado en esta ocasión por el pintor Auguste Morisot, cuyo diario «Un peintre sur l'Orénoque» (1887) (Un pintor en el Orinoco), fue entregado en 1949 al poeta Fernando Paz Castillo, quien lo puso en manos del Gobierno Nacional. Morisot es autor de «Notas recogidas en la cuenca del Orinoco», publicadas en el Boletín de la Sociedad Antropológica de Lyon, 1890). El 18 de noviembre de 1887 la Sociedad de Geografía de París le rindió un homenaje a Chaffanjon donde Ferdinand de Lesseps lo presentó como «el descubridor de las fuentes del Orinoco».

### Jean Chaffanjon y Julio Verne
Jean Chaffanjon inspiró a Julio Verne en la preparación de su novela Le Superbe Orénoque (El soberbio Orinoco). De hecho, Julio Verne retoma la narración del viaje de Chaffanjon a las fuentes del Orinoco para incluirlo como el motivo central de su novela de viajes y aventuras y cambia el nombre de este explorador por el de Jean de Kermor. En sentido inverso, Chaffanjon empleó algunos libros de Julio Verne (Miguel Strogoff y otros) como referencia para sus viajes de exploración al Asia Central. Por último, una hija de Chaffanjon se casó en 1920 con un nieto de Julio Verne.